# 3060 Delcano
A 3060 Delcano (ideiglenes jelöléssel 1982 RD1) a Naprendszer kisbolygóövében található aszteroida. Paul Wild fedezte fel 1982. szeptember 12-én.